# C-Day
『C-day』（シー・デイ）は、奥井雅美のプロモーション・ビデオを収録した映像作品である。
2001年12月5日にスターチャイルドよりDVDが発売・販売された。

## 概要
- 内容は1999年11月26日リリースのシングル「CUTIE」から2001年7月21日リリースの「DEPORTATION〜but, never too late〜」のプロモーションビデオを撮影風景を交えた形で収録している。
- DVD版はジュエルケースでのリリースとなっており、初回限定盤では同じくジュエルケースで同日にリリースされた「A-Day」、「B-Day」のDVD版を収納できるBOXが付いていた。

## 収録内容
1. CUTIE
2. Just do it
3. 空にかける橋
4. 女神になりたい〜for a yours〜
5. Shuffle
6. DEPORTATION〜but, never too late〜

[映像特典]
1. Making of DEPORTATION〜but, never too late〜 [INSTRUMENTAL]
2. 15秒CMスポット集